# آيت عثمان (سرغينة)
آيت عثمان هي إحدى مشيخات المملكة المغربية، تتبع جغرافيا لإقليم بولمان وإداريًا لسرغينة. يقدر عدد سكانها بـ 9958 نسمة حسب الإحصاء الرسمي للسكان والسكنى لسنة 2004.